# Éraville
Éraville is een plaats en voormalige gemeente in het Franse departement Charente in de regio Nouvelle-Aquitaine en telt 169 inwoners (2005). De plaats maakt deel uit van het arrondissement Cognac.

## Geschiedenis
Éraville is op 1 januari 2017 gefuseerd met de gemeenten Malaville, Nonaville, Touzac en Viville tot de gemeente Bellevigne. 

## Geografie
De oppervlakte van Éraville bedraagt 5,5 km², de bevolkingsdichtheid is 30,7 inwoners per km².
De onderstaande kaart toont de ligging van Éraville met de belangrijkste infrastructuur en aangrenzende gemeenten.

## Demografie
Onderstaande figuur toont het verloop van het inwonertal.